# Liste der Beiträge für den besten fremdsprachigen Film für die Oscarverleihung 1978
Dies ist eine „Liste der Beiträge für den besten fremdsprachigen Film“ bei der 50. Oscar-Verleihung 1978.
Von 1948 bis 1956 wurde dieser Oscar als Spezialpreis beziehungsweise Ehrenoscar verliehen, erst ab 1957 wurde der Preisträger durch die Mitglieder der Academy aus einer Auswahl von fünf nominierten Filmen analog zu den anderen Kategorien gewählt.
Der Oscar für den besten fremdsprachigen Film zeichnet seit seiner Entstehung keine bestimmte Person aus, sondern geht an den zu ehrenden Film. Der Regisseur gewinnt persönlich keinen Oscar, nimmt diesen aber stellvertretend während der Preisverleihung in Empfang, obwohl es sich um eine Auszeichnung für das einreichende Land handelt. Die Länder werden von der Akademie aufgefordert ihren besten Film einzureichen, wobei nur ein Film für jedes Land als Vorschlag akzeptiert wird.
Insgesamt 24 Filme wurden bei der Akademie eingereicht.
Der Iran, Marokko und Venezuela reichten zum ersten Mal eine Bewerbung für die Kategorie ein.
Die Filme aus Frankreich, Griechenland, Israel, Italien and Spanien wurden nominiert. Frankreich gewann den Preis für Madame Rosa, einem Drama von dem israelischen Regisseur Moshé Mizrahi über eine ehemalige Prostituierte und Holocaust-Überlebende.

## Beiträge
| Land                            | Deutscher Verleihtitel             | Sprache(n)                                       | Originaltitel                 | Regisseur(e)                        | Ergebnis        |
| ------------------------------- | ---------------------------------- | ------------------------------------------------ | ----------------------------- | ----------------------------------- | --------------- |
| Argentinien                     | What's Autumn?                     | Spanisch                                         | ¿Qué es el otoño?             | Daniel Portela und David José Kohon | Nicht Nominiert |
| Belgien                         | Rubens                             | Niederländisch                                   | Rubens, schilder en diplomaat | Roland Verhavert                    | Nicht Nominiert |
| Brasilien                       | Basar der Wunder                   | Brasilianisches Portugiesisch                    | Tenda dos milagres            | Nelson Pereira dos Santos           | Nicht Nominiert |
| Dänemark                        | Boys                               | Dänisch                                          | Drenge                        | Nils Malmros                        | Nicht Nominiert |
| BR Deutschland                  | Der amerikanische Freund           | Deutsch, Englisch, Französisch                   |                               | Wim Wenders                         | Nicht Nominiert |
| Deutsche Demokratische Republik | Mama, ich lebe                     | Deutsch                                          |                               | Konrad Wolf                         | Nicht Nominiert |
| Frankreich                      | Madame Rosa                        | Französisch                                      | La vie devant soi             | Moshé Mizrahi                       | Gewonnen        |
| Griechenland                    | Iphigenie                          | Griechisch                                       | Ιφιγένεια / Ifigeneia         | Michael Cacoyannis                  | Nominiert       |
| Indien                          | Manthan                            | Hindi                                            | मंथन                           | Shyam Benegal                       | Nicht Nominiert |
| Iran                            | Dāyereh minā – The Cycle           | Persisch                                         | دایرهٔ مینا                    | Dariush Mehrjui                     | Nicht Nominiert |
| Israel                          | Operation Thunderbolt              | Hebräisch, Englisch, Deutsch, Arabisch, Spanisch | מבצע יונתן / Mivtsa Yonatan   | Menahem Golan                       | Nominiert       |
| Italien                         | Ein besonderer Tag                 | Italienisch                                      | Una giornata particolare      | Ettore Scola                        | Nominiert       |
| Japan                           | Mt. Hakkoda                        | Japanisch                                        | 八甲田山, Hakkōda-san         | Shirō Moritani                      | Nicht Nominiert |
| Kanada                          | J.A. Martin Photographer           | Französisch                                      | J.A. Martin photographe       | Jean Beaudin                        | Nicht Nominiert |
| Marokko                         | Blood Wedding                      | Französisch                                      | Noces de sang                 | Souheil Ben-Barka                   | Nicht Nominiert |
| Mexiko                          | Pafnucio Santo                     | Spanisch                                         | Pafnucio Santo                | Rafael Corkidi                      | Nicht Nominiert |
| Niederlande                     | Der Soldat von Oranien             | Niederländisch, Englisch, Deutsch                | Soldaat van Oranje            | Paul Verhoeven                      | Nicht Nominiert |
| Polen                           | Tarnfarben                         | Polnisch                                         | Barwy ochronne                | Krzysztof Zanussi                   | Nicht Nominiert |
| Österreich                      | Ich will leben                     | Deutsch                                          |                               | Jörg A. Eggers                      | Nicht Nominiert |
| Sowjetunion                     | Aufstieg                           | Russisch                                         | Восхождение                   | Larissa Jefimowna Schepitko         | Nicht Nominiert |
| Schweden                        | Der Mann auf dem Dach              | Schwedisch                                       | Mannen på taket               | Bo Widerberg                        | Nicht Nominiert |
| Spanien                         | Dieses obskure Objekt der Begierde | Spanisch, Französisch                            | Cet obscur objet du désir     | Luis Buñuel                         | Nominiert       |
| Ungarn                          | Erinnerungen an Herkulesbad        | Ungarisch                                        | Herkulesfürdői emlék          | Pál Sándor                          | Nicht Nominiert |
| Venezuela                       | The Smoking Fish                   | Spanisch                                         | El Pez que Fuma               | Román Chalbaud                      | Nicht Nominiert |